# Janusz Iwański
Janusz Henryk Iwański, ps. „Yanina” (ur. 22 kwietnia 1956 w Częstochowie) – polski muzyk jazzowy i rockowy, gitarzysta, kompozytor, autor tekstów i wokalista, związany z Częstochową. Współzałożyciel zespołów Tie Break, Soyka Yanina, współpracownik Drum Freaks i Maanamu. Członek Akademii Fonograficznej ZPAV. Członek ZAiKS oraz STOART.

## Kariera muzyczna
Zadebiutował jako muzyk w 1970, grając w grupach: Kalejdoskop, &Cerm i Reverberator, z którą odniósł wiele sukcesów na różnych amatorskich festiwalach i konkursach, m.in. zajął pierwsze miejsce w festiwalu Dzień Dobry Piosenko i zdobył wyróżnienie indywidualne dla Iwańskiego na III Ogólnopolskim Festiwalu Muzyki Młodzieżowej.
W czasie średniej szkoły muzycznej (w klasie kontrabasu) zafascynował się improwizacją i jazzem artystów, takich jak: John Coltrane, Charlie Parker, Miles Davis, Tomasz Stańko, Jan Garbarek, Lester Bowie, Art Ensemble of Chicago, Ornette Coleman, Bill Evans, Keith Jarrett, John McLaughlin, Gil Evans, James Brown, Wes Montgomery, James Blood Ulmer i Jon Hassell.
Po udziale w charakterze widza na Jazz Jamboree w 1976 podjął studiowanie muzyki jazzowej. W 1977 zaczął organizować z Krzysztofem Majchrzakiem i Czesławem Łękiem zespół jazzowy, który jesienią 1979 przyjął nazwę Tie Break. W 1980 trio zwyciężyło na festiwalu Jazz Juniors. Iwański następnie współtworzył zespoły: Free Cooperation (1983), punkowo-jazz-rockowy Svora (1984), w którym napisał pierwsze wspólne piosenki ze Stanisławem Soyką, Woo Boo Doo, New Jazz Band (1983), Symfonic Sound Orchestra (1984) i Stan d’Art (1986). Koncertował w duetach jazzowych z: Wojtkiem Konikiewiczem, Włodkiem Kiniorskim, Zbyszkiem Brysiakiem i Tomaszem Stańką. W 1988 wraz ze Stanisławem Soyką uformował duet Soyka Yanina.
Pod koniec 1993 wydał autorski tomik wierszy pt. Sukienki i warkocze ilustrowany fotografiami Wojciecha Prażmowskiego. W 1995 wydał pierwszy solowy album pt. Portret wewnętrzny, który promował m.in. przebojem „Wielkie podzielenie”. W 1998 stworzył kwartet jazzowy YANINA i KaPeLa, z którym nagrał i wydał dwa albumy: 2001 i The Searchers For Something. W 1999 roku zaczął grać regularne koncerty z grupą Drum Freaks Milo Kurtisa. W 2000 roku dołączył do zespołu Virtiual J@zz Reality Piotra Iwickiego. Od 2001 roku wraz z Dariuszem Ciszewskim prowadzi listę przebojów Muzyczne Dary. Na przełomie września i października 2003 roku dołączył do zespołu Maanam. W październiku 2023 zadebiutował jako wokalista zespołu Chłopcy z Placu Broni.

## Współpraca
Nagrywał i koncertował z:
- Tomaszem Stańką – tp,
- Bobem Stewartem – tuba, (USA)
- Adamem Rogersem – git, (USA)
- Wallisem Buchananem – jaki. (UK)
- Philippe Pipon Garcia – dr. (Fr)
- Locko Richterem – bas (Niemcy)
- Andrzejem Przybielskim – tp (Pl)
- Zbigniewem Preisnerem – kompozytor (Pl)

## Działalność koncertowa
Koncertował w takich krajach jak Polska, Meksyk, USA, Szwecja, Dania, Kanada, Niemcy, Rosja, Czechy i Słowacja, Austria, Belgia, Francja, Grecja, Włochy, Gruzja i inne (ponad 3000 koncertów).
Wielokrotnie brał udział w festiwalach jazzowych, m.in. „Umbria Jazz Festival” (1984), „European Jazz Festival-Athena”, „Jazz Jamboree”, „Era Jazzu”, „Warsaw Summer Jazz Days”, „Gdynia Summer Jazz Days”, „Jazz Fair”, „Jazz Jantar”, „The British Fusion Festival in Silesia”, „Jazz On Odra River”, „Jazz Juniors”, Warta Wawel Jazz Festiwal” i innych.

## Twórczość teatralno-filmowa
Na początku lat 90., za sprawą reżysera Łukasza Wylężałka i aktora Henryka Talara zaczyna się nowy rozdział twórczości – muzyka filmowa i teatralna. Ważniejsze tytuły z muzyką Yaniny to:
- „Lot nad kukułczym gniazdem” – teatr A. Mickiewicza w Częstochowie – reż. Łukasz Wylężałek
- „Pani Szymborskiej poręcz” – teatr A. Mickiewicza w Częstochowie
- „Narkomanka” (autorskie piosenki do monodramu Anny Samusionek wystawiane na wielu polskich scenach oraz za granicą)
- „Panna Julia” reżyseria Katarzyna Deszcz – scena eksperymentalna przy filharmonii w Częstochowie.
- „Lęki Poranne” – teatr A. Mickiewicza w Częstochowie – reż. Bogdan Michalik
- „Alibi” – teatr A. Mickiewicza w Częstochowie – scenariusz i reż. Łukasz Wylężałek
- „Duet” – teatr telewizji pr. 2. – reż. Łukasz Wylężałek
- „Portret wewnętrzny” – dokumentalny film o fotografiku Wojciechu Prażmowskim – reż. Łukasz Wylężałek
- „O dwóch takich co nic nie ukradli” – film fabularny w reż. Łukasza Wylężałka.
- „Łamigłówka” – teatr telewizji pr. 2. – reż. Łukasz Wylężałek
- „Brat Elvis” – teatr telewizji pr. 1. – reż. Łukasz Wylężałek
- „Trzeba żyć” – dokumentalny serial telewizyjny pr. 2.

oraz muzyka do filmów krótkometrażowych, przyrodniczych i dokumentalnych:
- „Polarne lody” – Jurek Zygmunt
- „Pesymista” – Witold Nykiś i Bonifacy Dymarczyk
- „Inna przestrzeń” – Witek Szymczyk
- „Ścieżki duchowe” film dokumentalny o „tie break"
- „NOWONARODZONY” – teatr A. Mickiewicza w Częstochowie – scenariusz i reż. Łukasz Wylężałek
- „Okolice Fotografii” – dokumentalny film o fotografiku Wojciechu Prażmowskim 2008
- „Za Wolność 1863” – koncert – scenariusz i reż. Łukasz Kobiela
- „16.12.1981” – koncert – scenariusz i reż. Łukasz Kobiela

## Aktywność społeczna
W 2010 podpisał list otwarty do rządu RP i prezydenta przeciwko organizacji w Warszawie parady Europride. W liście tym podkreślano sprzeciw wobec prawnego zatwierdzenia związków osób tej samej płci oraz legalizacji adopcji dzieci przez pary homoseksualne, a działania środowisk LGBT w tym kierunku określono jako zamach na wolność słowa, przekonań i sumienia.

## Dyskografia
Dyskografia Janusza Iwańskiego oprócz licznych archiwalnych rejestracji radiowych i telewizyjnych zawiera ponad 40 płyt, w tym:

### Tie Break
- Tie Break (album) Tie Break Live – Polskie Nagrania (1989)
- Tie BreakDuch wieje kędy chce – Edycja Św. Pawła (1990)
- Tie BreakGin gi lob – Silton (1991)
- Tie BreakPoezje ks. Jana Twardowskiego – Edycja Św. Pawła (1995)
- Tie Break BOX – 7 Płytowa Antologia (2014)
- Tie BreakThe End – Agora Muzyka (2019)

### Duet - SOYKA YANINA
- STANISŁAW SOJKA & JANUSZ JANINA IWAŃSKI – In Concert Polton (1990)
- SOJKA – Acoustic – Zic Zac (1991)
- SOYKA YANINA - Neopositive – ESA (1992)
- SOYKA YANINA & kompania - live w Remoncie 4 kwietnia 1993 r. (2 CD). ESA 1993
- SOYKAYANINA i kompania-Radical graża. ESA (1994)
- Soyka, Yanina I Tie Break – retrospekcja. koncert. Kraków – Pomaton (1995)

### Ze Stanisławem Sojką
- SOYKA SONETY SHAKESPARE. Pomaton EMI (1996)
- Stanisław Sojka Soykanova (2002)
- SOYKA „Jan Paweł II-Tryptyk Rzymski”. WAM-Pomaton/EMI (2003)
- SOYKA „OSIECKA ZNANA I NIEZNANA” / Universal (2011)

### Z MAANAM
- Maanam – album Znaki szczególne. Kamiling-Pomatom EMI 2004
- Maanam – single „Trzy imiona”. Kamiling Co – Pomatom EMI (2004)
- Maanam – single „Do kogo biegłam”. Kamiling-Pomatom EMI (2004)
- Maanam – single „Tu jest mój dom”. Kamiling-Pomatom EMI (2005)
- Maanam – Grand Prix Opole 2005 „Karuzela z madonnami”. Kamiling-Pomatom EMI (2005)
- Maanam – single „Głęboko w sercu”. Kamiling-Pomatom EMI (2006)
- Maanam – The Rest Of Maanam. Kamiling-Pomatom (2011)

### Janusz YANINA Iwański
- YANINA – Portret wewnętrzny – Pomaton-EMI 1995
- KaPeLa YANINA – 2001. SelleS Enterprises 1999
- YANINA & KaPeLa – Searchers for something... GOWI Records 2002
- YANINA FREE WAVE – YANINA FREE WAVE... MTJ 06.05.2011 r.
- YANINA 4GramY – KRĘCI SIĘ... MTJ 14.03.2016 r.

### Inne
- Woo Boo Doo – single „Ja mam fijoła”, „Machinacje”. Tonpress, PR pr. III – 1985
- Free Cooperation – In the Higher School. Poljazz PSJ-188. 1986 r. VIII-11.
- Stan d’Art – Undergrajdoł. Polskie Nagrania SX 2376 – 1987
- Maciej Zembaty – 7 życzeń – 1988
- Free Cooperation – Our Master’s Voice. Poljazz-PSJ 186. Rec 1985 Wydano 1988
- TRIBUTE TO MILES ORCHESTRA – Live. Warner Music Poland 1998
- Graal – Darmozjad. Polonia Record 1998
- Drum Fraeks – Live. Warner Music Poland 2000
- Drum Fraeks – Smyrna. MILO Records 2003
- Dzieci z Brodą Normalnie szok! – gitary w utworach „Owieczki” i „Granie i śpiewanie”. Fundacja Godne Życie 2002
- Nick Cave i przyjaciele – W moich ramionach. Luna Music 2001
- The Goodboys Jackowski Yanina Dominici  – The Goodboys. Rabarbar 2010
- Free Cooperation – Sketches of Poland. Biodro records. BRCD 035.
- Free Cooperation – Polish Radio Jazz Archives nr.18. Polskie Radio S.A. 2014
- 1999 HARMOLODIC ODYSSEY Henryk Gembalski Janusz Yanina Iwański Krzysztof Majchrzak (muzyk) Michał Zduniak – MTJ 2020.